# Journal of Health Care for the Poor and Undererved
Journal of Health Care for the Poor and Undererved (Revista de atención médica para los pobres y desatendidos)  es una revista académica fundada en 1990 por David Satcher , entonces presidente de Meharry Medical College, quien más tarde se convirtió en el 16º Cirujano General de los Estados Unidos (Surgeon General of the United States. Administración de la sanidad pública de Estados Unidos).

JHCPU es una publicación de la editorial Johns Hopkins University Press para Meharry y está afiliada a la Asociación de médicos para los marginados.
La revista cubre la salud y la atención médica de las poblaciones médicamente desatendidas en América del Norte y Central y el Caribe, y temas como el acceso a la atención médica, la calidad, los costos, la regulación, la legislación y la prevención de enfermedades . Los artículos adoptan la forma de investigaciones académicas y opiniones de expertos, así como análisis de políticas y reseñas de libros. Cada número también contiene una columna de ACU (Asociación de Clínicos para los Desatendidos) y una columna de héroes y grandes ideas.

La editora actual es Virginia Brennan de Meharry Medical College. La revista se publica trimestralmente en febrero, mayo, agosto y noviembre, con números suplementarios ocasionales. Está catalogado como una de las revistas de políticas de salud más importantes del país por la Kaiser Family Foundation y como una revista básica esencial en la práctica de la salud pública por el Proyecto de revistas de salud pública de la Asociación de bibliotecas médicas.

## Métricas de revista
2022
- Web of Science Group : 1,449
- Índice h de Google Scholar: 64
- Scopus: 0,964